# Фарих, Михаил Ростиславович
Михаи́л Ростисла́вович Фа́рих (6 июня 1959, Москва — 18 апреля 2016, Белый остров, Тюменская область) — российский частный пилот-вертолётчик, первый в отечественной истории совершивший кругосветное путешествие с коллегами на вертолёте и побывавший на Северном полюсе. Обладатель мировых рекордов в вертолётном спорте. Популяризатор малой авиации, один из видных активистов российской АОН, деятельный член авиационной общественной организации АОПА-Россия.

## Биография
Родился в 1959 году в Москве в семье лётчика-испытателя Ростислава Фабиовича Фариха (12.05.1922-2005). Дед Фабио Фарих — известный полярный лётчик, пионер автомобилизма в России.
В 1976 году Михаил закончил московскую школу № 10. Поступил на юридический факультет Военного института Министерства обороны (ныне, после ряда преобразований, он входит в ВУ МО РФ), который закончил в 1980 году. До 1995 проходил службу в вооружённых силах в качестве военного юриста. Со службы уволился в звании подполковника.
После увольнения в запас занялся бизнесом, связанным с автомобильной аудиотехникой. Увлекался автозвуковым многоборьем и в 2006 году стал чемпионом России в дисциплине EMMA-Racing, соревнованиям, где оцениваются не только автозвук и тюнинг, но и мастерство вождения.
Выйдя из активного участия в бизнесе, Михаил пошёл на кулинарные курсы, на изучение итальянского языка, а потом случайно попал в аэроклуб, где начал учиться летать в возрасте 48 лет.

## Системы мобильного звука

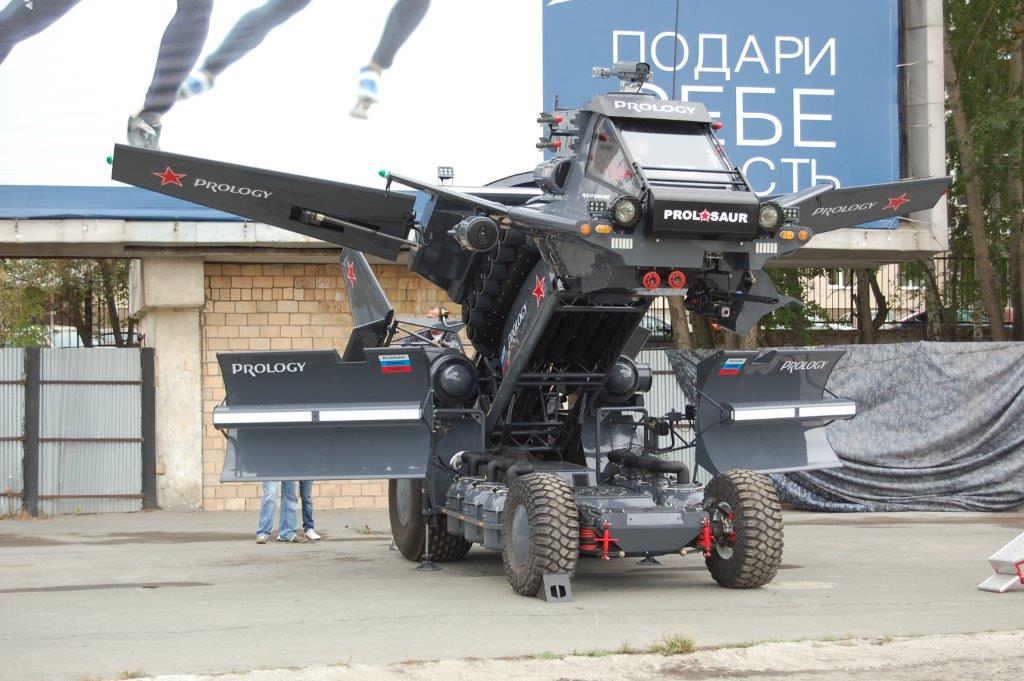
Демо-автомобиль «Пролозавр»

Михаил Фарих внёс большой вклад в новейшую историю отечественного и зарубежного конструирования мобильных систем звуковоспроизведения и транспортных средств повышенной проходимости. Возглавляемые Михаилом проекты привлекали большое внимание на автозвуковых соревнованиях, выставках и общественных мероприятиях. В соревнованиях на максимальное звуковое давление (SPL) с 2001 по 2007 годы командой «Team Prology» было завоёвано 48 первых и 2 вторых места, установлено 14 рекордов России. Абсолютный рекорд России — 173,4 dB, установленный в 2003 году на автомобиле «Ладога», не побит до сих пор.
Был разработан целый ряд мобильных звуковых комплексов («Ураган», «Тайфун», «JBL Sound Cruiser», «Пролозавр 1.0 и 2.0»), идея которых была реализована впервые в России и мире. Демо-автомобиль «JBL Sound Cruiser» произвёл огромный эффект на международной выставке IFA-2005 в Берлине, получив признание мировой общественности.

## Лётная деятельность

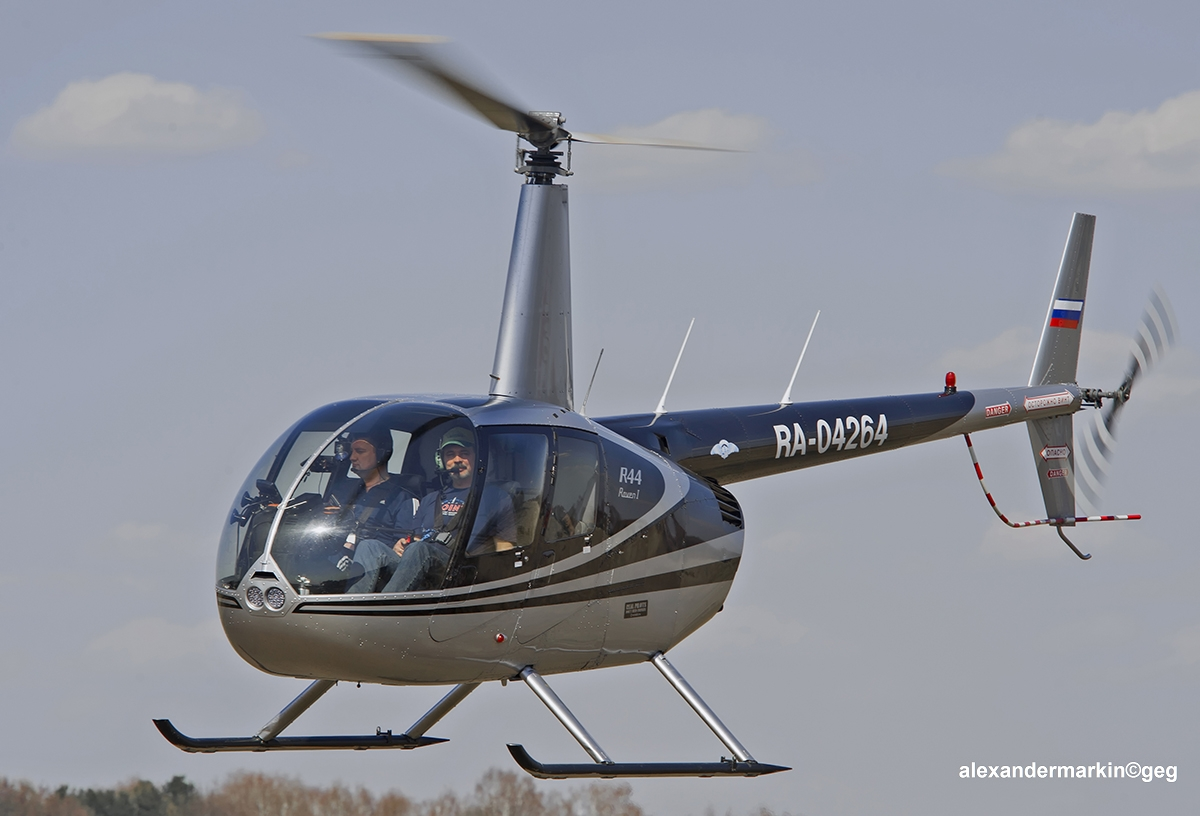
Михаил Фарих в полёте на своём вертолёте Robinson R44

Михаил начал учиться управлять вертолётом в 2007 году. В 2008 году получил российское свидетельство частного пилота на вертолёт. Сразу же стал активно и много летать. В том же году получил британское пилотское свидетельство, а через два года, в 2010 году, ещё и лицензию США. В последующем он постоянно и активно повышал свой лётный уровень, посещая курсы в различных отечественных и зарубежных аэроклубах (Англии, Испании, США, Канады и др.), также постоянно совершенствовал технику пилотирования, уделяя особое внимание тренировочным посадкам на авторотации. Основными типами вертолётов у Михаила стали Robinson R44 и Robinson R66.
Однако, гены действительно существуют, и уже в совершенно зрелом возрасте 48-летним пенсионером я пришёл в авиаклуб учиться летать. На вертолёте. Почему на вертолёте? Да просто вертодром находится рядом с моей дачей. Если бы рядом был аэродром, я бы стал летать на самолёте или на планере — но летать бы начал непременно.Михаил Фарих
Активные полёты Михаила подтверждает его налёт — не выполняя коммерческие полёты и не занимаясь обучением курсантов, Михаил налетал за 2011 год — 332 часа (общий его налет по состоянию на 2011 год составил 1340 часов), за 2013 год — 425 часов (и общий налет, соответственно, 2113 часов). Таким образом, за 6 лет от начала обучения его налёт на вертолётах составил более 2100 часов. Позже Михаил освоил также самолёт и получил отметку «Самолёт однодвигательный сухопутный» в пилотское свидетельство. Также пробовал полёты на планерах и других видах ВС.

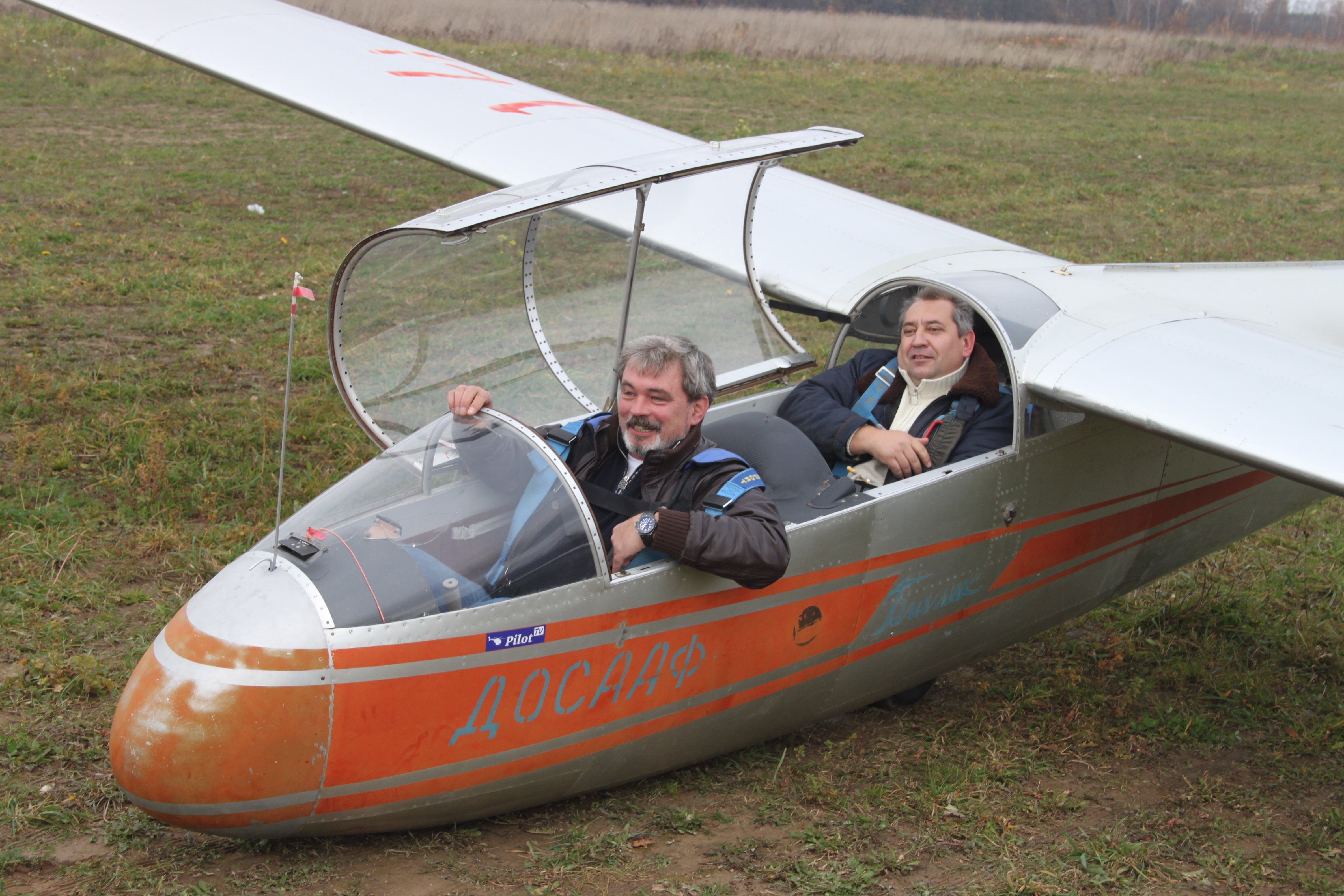
Михаил Фарих после первого полёта на планере в 2012 году.

В 2010 году после крупной реформы российского авиационного законодательства, активно осваивал новые правила полётов на практике и помогал другим пилотам в этом процессе. В 2012 первым из российских частных пилотов пересёк границу России на вертолёте по новым правилам зарубежных полётов.
Дважды (в 2010 и 2013 году) организовал в Москве проведение курсов безопасного пилотирования «Robinson safety course», а также мастер-класс английского лётчика Квентина Смита (англ. Quentin Smith по прозвищу «Captain Q») по эксплуатации вертолёта Robinson R44 в холодное время года и постоянно меняющихся погодных условиях. Квентин считается одним из самых опытных пилотов вертолётов Robinson R44, дважды совершил кругосветное путешествие на вертолёте и стал первым в истории авиации, совершившим посадку на поршневом вертолёте на Южном и Северном полюсах.
C 22.09.2012 по 26.09.2012 Михаил Фарих вместе с Дмитрием Ракитским совершил рекордный по скорости перелёт по маршруту Москва — Сахалин. ФАИ зафиксировала сразу три рекорда по итогам этого четырёхдневного перелёта.

### Авиационный волонтёр-спасатель

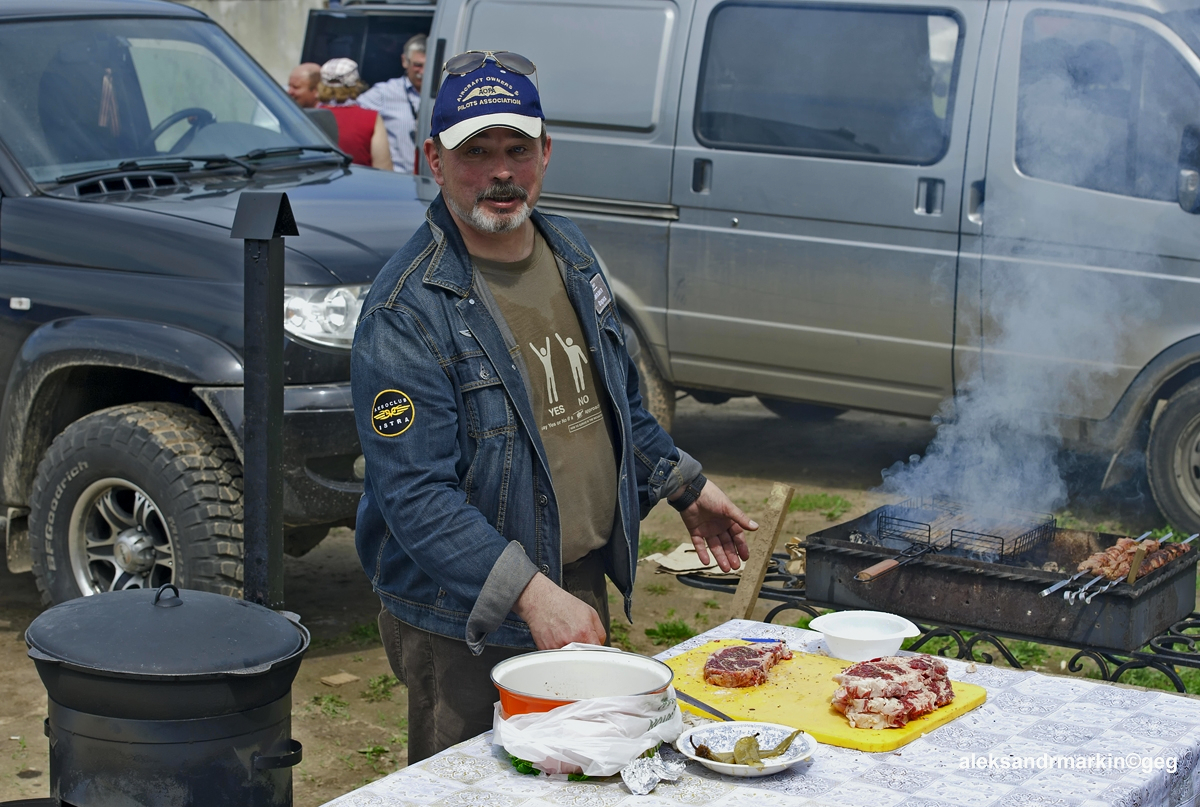
Михаил Фарих готовит мясо на авиационном празднике

Одним из первых в России Михаил стал участвовать в поисках заблудившихся в лесу людей. В 2011 году участвовал в 4 операциях по поиску и спасанию людей во взаимодействии с общественной организацией Лиза Алерт. Налёт в этих операциях составил порядка 15 часов. Данная инициатива в итоге привела к образованию добровольческого отряда ВПСО Ангел, который насчитывает уже больше 90 человек. В дальнейшем Михаил также часто вылетал на поиски людей и принимал участие в совместных учениях. Уже посмертно Михаил награждён почётным знаком ВПСО Ангел за номером один. Помимо поиска людей (грибников, туристов и пр.), участвовал в поисково-спасательных работах, целью которых было отыскать экипаж потерпевшего бедствие воздушного судна. Активно пропагандировал обязательное использование всеми пилотами при выполнении полётов спутниковых трекеров (SPOT, inReach и пр.), позволяющих отыскать воздушное судно в случае авиационного происшествия.

### Полёт на Северный полюс
В 2013 году в составе экипажа (совместно с КВС Ракитский Д. А.) на вертолёте Robinson R66 достиг Северного полюса, совершив перелёт Москва — Северный полюс — Москва. Экипаж первым в мире совершил такой полёт на лёгком вертолёте Robinson R66. Полёты за полярный круг проводились также и в научных целях. Во время перелёта при участии полярного исследователя Олега Продана была произведена закладка радиобуёв в месте с координатами гибели шхуны «Святая Анна», участвовавшей в Экспедиции Брусилова, с целью определить направления дрейфа льдов, что могло позволить отыскать само судно.

### Кругосветный перелёт
Первая попытка совершить кругосветный перелёт в 2012 году дальше подготовки не ушла, авиационные власти США ввели NOTAM, согласно которому ВС ряда стран, в том числе с российской регистрацией, не имели возможности летать по ПВП на территории Америки.
В 2013 году попытка кругосветного перелёта увенчалась успехом. Он был совершён на двух вертолётах Robinson R66 вместе с Дмитрием Ракитским, Александром Курылевым и Вадимом Мельниковым. Это стал первый в отечественной истории кругосветный перелёт на вертолётах. Вместе с пилотами весь путь проделал оператор и режиссёр Дмитрий Кубасов. Его фильм «Вертолёты» стал лучшим документальным фильмом Фестиваля «Движение» в 2018 году.

### Иная авиационная деятельность
Как активный член российского авиационного сообщества и представитель АОПА-Россия, Михаил развивал взаимодействие с органами власти и контролирующими организациями, выступая на различных мероприятиях, проводимых совместно с пилотами АОН. Выступал он и на различных авиационных праздниках и мероприятиях — Вертослете, ПереДвижении и других.
В 2014 году Михаил переиздал книгу своего деда Фабио Фариха «Над снегами», первоначально изданную в 1932 году (Молодая гвардия, ОГИЗ). Большую часть в книге занимает рассказ о поисковой операции на Чукотке в 1929 году, в результате которой были найдены тела американского летчика Бена Эйельсона и его бортмеханика Эрла Борланда. По просьбе американского правительства экипаж отыскавший останки их соотечественников сопровождал их в США. Во время кругосветного перелета в 2013 году Михаил вместе с другими участниками посетил Аляску, повторив маршрут своего предка. Михаил озвучивал планы перевести книгу своего деда на английский язык.
В 2015 под руководством Михаила группа из 5 вертолётов, экипаж одного из которых состоял из представителей Америки, Британии и России, посетила за один раз сразу три полюса — магнитный, географический и полюс недоступности. В этом перелёте была выполнена уникальная дозаправка, топливо для которой было взято из заранее заложенного склада на дрейфующих льдах.
В 2015 году на ежегодной конференции АОПА-Россия на правах герольдмейстера организации вручил награды «Наши крылья».
В 2015 году Михаил принял участие в успешной попытке установления рекорда Гиннесса на самую большую вертолётную формацию в мире.
Когда Михаил не принимал участие в перелётах лично, он много делал для того чтобы они совершились — делился опытом, помогал в организации, непрерывно следил по ходу перелёта за коллегами. Одним из крупнейших вертолётных проектов, который был реализован при помощи Михаила в 2014 году, является перелёт Москва-Новая Зеландия с возвращением обратно под руководством Евгения Кабанова. Также Михаил сыграл большую роль в попытке одиночного кругосветного перелёта Сергея Ананова на вертолёте Robinson R22 в 2015 году.

### Гибель в экспедиции «По следам двух капитанов»
Михаил Фарих погиб 18 апреля 2016 года во время второй вертолётной экспедиции в поисках шхуны «Святая Анна» в авиационной катастрофе, произошедшей в 22:06 местного времени (17:06 UTC) в месте с координатами 73°19′40″ с. ш. 69°59′37″ в. д.
Вместе с ним погибли полярный исследователь, директор Национального парка «Онежское Поморье» Олег Продан и основатель и владелец компании «Мириталь» — Алексей Фролов. Все трое находившиеся на борту являлись обладателями свидетельства частного пилота с квалификационной отметкой «пилот вертолёта».
Группа в составе 3-х вертолётов Robinson R66, участвовавших в вертолётной экспедиции «По следам двух капитанов», выполняла полёт по маршруту: аэропорт Амдерма — посадочная площадка на острове Белый. При подлёте к острову на маршруте появилась сплошная низкая облачность. Экипаж лидирующего в группе вертолёта принял решение снижаться с заходом в облачность с целью определения её нижней границы и возможности выполнения захода на посадку. Во время выполнения этой задачи вертолёт столкнулся с замерзшей поверхностью моря.
В заключении из отчёта комиссии МАК говорится, что «наиболее вероятной причиной авиационного происшествия с вертолётом R66 RA-06233 явилась потеря КВС контроля за высотой полёта при попытке установить контакт с наземными ориентирами в метеоусловиях, не соответствующих ПВП и уровню подготовки пилота, что привело к столкновению ВС с ледовой поверхностью Карского моря».
Прощание с погибшим экипажем при большом стечении людей состоялось 24 апреля 2016 года в траурном зале Троекуровского кладбища. Михаил Фарих похоронен на Новодевичьем кладбище в Москве, Алексей Фролов на Звягинском кладбище в Подмосковье, а Олег Продан похоронен на родине, в Рыбинске, вместе с родителями.

## Увековечивание памяти
Учитывая заслуги Михаила в развитии соревнований по автомобильному звуку, национальная ассоциация соревнований по автозвуку «АМТ Евразия» сезон 2016 года объявила «Сезоном памяти Михаила Фариха».
Весной 2017 года на острове Белый продолжились работы по увековечиванию памяти конвоя БД-5, а также параллельно и экипажа погибшего вертолёта Robinson R66. 17 марта 2017 года на острове Белый в месте с координатами 73°19′57″ с. ш. 70°04′04″ в. д. при поддержке некоммерческого партнёрства «Центр освоения Арктики» был установлен большой деревянный крест. Месяцем позже, 13 апреля 2017 года, авиационной экспедицией АОПА-Россия на кресте была закреплена металлическая табличка с поясняющим текстом:
Михаил Фарих, Олег Продан, Алексей Фролов. Они искали пропавшую в арктических льдах в 1912—14 гг. шхуну «Святая Анна» экспедиции Георгия Брусилова. Их вертолёт разбился 18 апреля 2016 года в Арктике рядом с островом Белый во время пятой поисковой экспедиции «По следам двух капитанов». Они ушли, но их дело живёт. Бороться и искать, найти и не сдаваться!

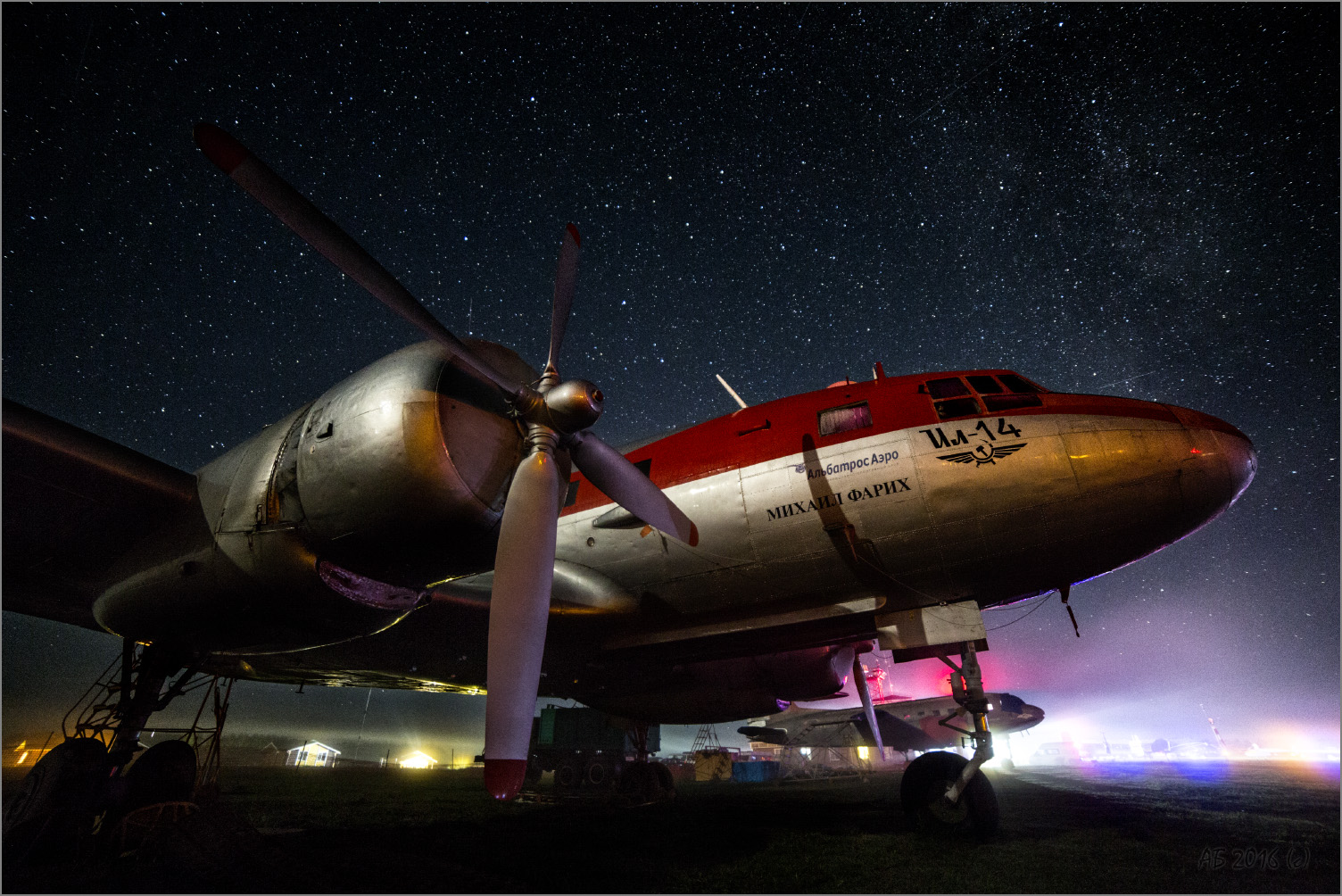
Самолёт Ил-14 «Пингвин», которому присвоено имя Михаила Фариха

В 2016 году имя Михаила Фариха было присвоено самолёту Ил-14 «Пингвин», восстановленному до лётного состояния энтузиастами.

## Мировые рекорды
Михаилом установлено три рекорда скорости по заявленному маршруту в классе: вертолёты с MTOW 1000—1750 кг, оснащённые поршневым двигателем:
1. Маршрут «Истра, МО (Буньково) — Тюмень», 173,04 км/час[73] — действующий мировой рекорд.
2. Маршрут «Истра, МО (Буньково) — Красноярск», 99,34 км/час[74] — действующий мировой рекорд.
3. Маршрут «Истра, МО (Буньково) — Южно-Сахалинск», 66,15 км/час[75] — действующий мировой рекорд.

## Награды
- Медаль FAI Air Sport Medal[76]. Данная награда вручается людям или группам лиц, за выдающиеся заслуги, связанные с авиационным спортом, например, работа в комиссиях FAI, организация мировых или континентальных чемпионатов, обучение новых пилотов или развитие авиации в целом, особенно если это направлено на привлечение молодёжи в авиационный спорт.

Текст номинации FAI:
Опытный пилот и путешественник, участник воздушных поисковых и спасательных операций. Участник соревнований по авиационному спорту. Участник многочисленных вертолётных экспедиций в России и вокруг света, включая перелёт на Северный полюс в ходе научной экспедиции в апреле 2013 г. и трансатлантического перелёта в 2009 г. Установил три мировых рекорда скорости на вертолёте Robinson R44 по маршруту Москва-Сахалин. Участник первого российского кругосветного путешествия на вертолёте в августе-сентябре 2013. За активное содействие в развитии авиационного законодательства и повышении безопасности полётов, тренировке лётного персонала. За популяризацию авиационного спорта в России.
Оригинальный текст (англ.)An experienced pilot and adventurer, a participant of search and rescue air operations. An aerial sports competitor. A member of numerous helicopter flights in Russia and around the World, including a trip to the North Pole as a member of a scientific expedition in April 2013, and a transatlantic flight in 2009. In 2012, he established three world speed records on the Robinson R44 helicopter en route from Moscow to Sakhalin. A member of the first in the history of Russian aviation world helicopter flight in August-September 2013. For active work to improve safety and air legislation development, for active participation in training of flight personnel. For active promotion of aviation sports in Russia.
- Лауреат премии «Ассоциации Вертолётной индустрии» (АВИ) за 2013 год в номинации «Пилот-спортсмен года»[4].